# Metropolia di Muntenia e Dobrugia
La metropolia di Muntenia e Dobrugia (in romeno Mitropolia Munteniei și Dobrogei) è una provincia ecclesiastica della chiesa ortodossa rumena.
Ha sede a Bucarest e l'attuale metropolita, nonché patriarca di Romania, è Daniele.

## Storia
La metropolia di Ungro-Valacchia è stato creata nel 1359, da Callisto I, Patriarca ecumenico di Costantinopoli, come sede principale della chiesa ortodossa nel territorio della Valacchia, in rappresentanza del Patriarcato di Costantinopoli. 
Nel 1872, la metropolia di Ungro-Valacchia è stata unita con la metropolia di Moldavia per dare vita alla chiesa ortodossa rumena. Il metropolita di Ungro-Valacchia, che dal 1865 ha il titolo di Primate Metropolitano, divenne il capo del Sinodo generale della chiesa ortodossa romena. Dal 1925 il metropolita ha assunto il titolo Patriarca di Romania. Nel 1990 la metropolia ha cambiato nome in metropolia di Muntenia e Dobrugia.

## Organizzazione
La metropolia consta di 6 arcieparchie e 4 eparchie. Sede principale è la città di Bucarest.
- Arcieparchia di Bucarest
- Arcieparchia di Tomis
- Arcieparchia di Târgoviște
- Arcieparchia di Argeș e Muscelului
- Arcieparchia del Basso Danubio
- Arcieparchia di Buzău e Vrancea
- Eparchia di Slobozia e Călărași
- Eparchia di Alexandria e Teleorman
- Eparchia di Giurgiu
- Eparchia di Tulcea